# Покупателна способност
В икономиката покупателната способност се отнася до количеството стоки и услуги, които определено количество пари могат да купят.
Широко разпространеният метод за изчисляване на покупателната способност като обратното на нивото на цените посредством паричен индекс е противен на икономическата логика. Всеки индивид оценява субективно една парична единица спрямо благата, които той употребява. Напълно е възможно покупателната способност на парите за индивида А да спада, когато тя се покачва за индивида Б. Това просто означава, че паричните цени на различните блага, търсени от А и Б се променят в обратни посоки. А именно, паричните цени на благата, търсени от А, се покачват, а тези на благата, търсени от Б, спадат.
Единственото, което можем да твърдим с абсолютна сигурност, е, че покупателната способност на парите и паричните цени се променят обратно една на други. Това е разбираемо, тъй като по-високи парични цени означава че една парична единица е способна да купи по-малко блага.